# صنعت نفت کویت

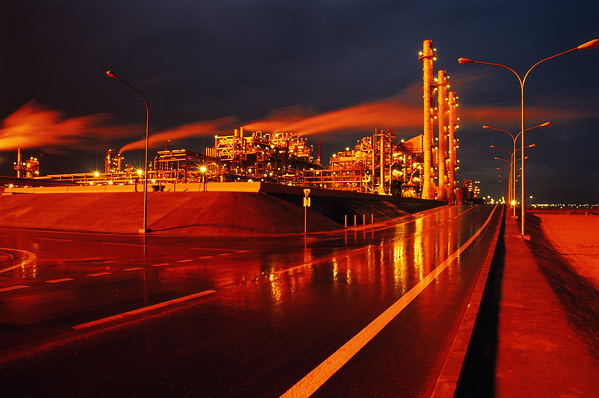
نمایی از مجموعهٔ صنعت نفت کویت - اکتبر ۲۰۰۷

صنعت نفت کویت بزرگترین صنعت موجود در کشور کویت و یکی از بزرگترین صنایع نفت در جهان به حساب می‌آید که درآمد حاصل از آن ۹۰ درصد درآمدهای صادراتی کویت را شامل می‌شود. قانون اساسی کویت مشارکت شرکت‌های نفتی خارجی را در بهره‌برداری از میدان‌های نفتی کویت ممنوع کرده است.